# Corinna Kuhnle

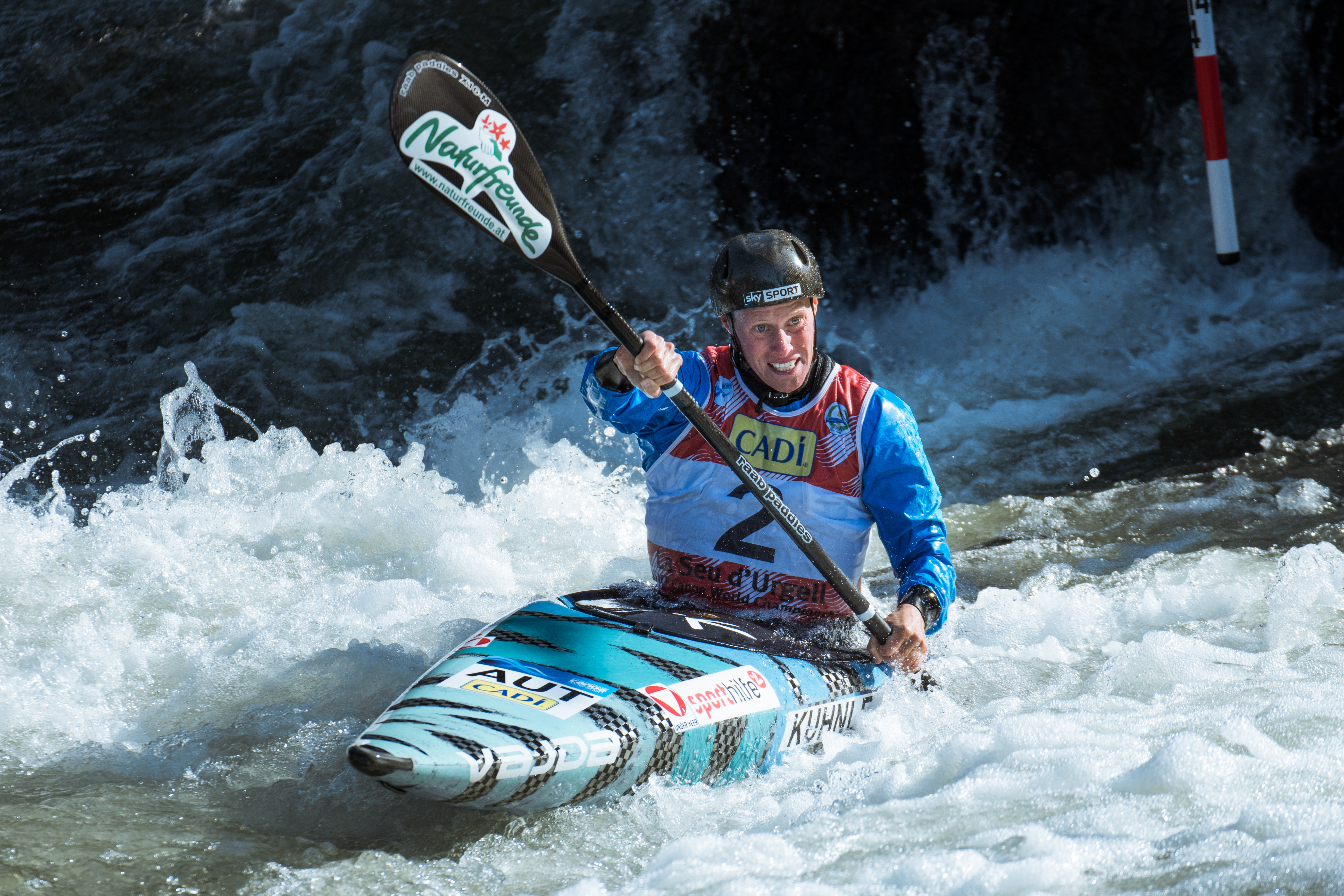
Corinna Kuhnle bei den Kanuslalom-Weltmeisterschaften 2019

Corinna Kuhnle (* 4. Juli 1987 in Wien) ist eine österreichische ehemalige Kanutin. Sie ist zweifache Weltmeisterin und Gesamtweltcupsiegerin im Kanuslalom mit dem Einer-Kajak.

## Werdegang
Kuhnle wuchs in Höflein auf und gehört seit 2004 der österreichischen Kanuslalom-Nationalmannschaft an. Erste internationale Erfolge im Kanu-Sport errang sie im selben Jahr als Vize-Europameisterin der Junioren und 2005 als Dritte im Team sowohl bei den Europameisterschaften als auch bei den Weltmeisterschaften in Penrith (Australien). Seit Abschluss ihrer Schulausbildung als Wirtschaftsingenieurin mit der HTL-Matura im Jahr 2006 trainiert sie als Leistungssportlerin des Heeressportzentrums im Österreichischen Heeressportverband, ihr Dienstgrad ist Zugsführer.
2008 und 2010 gewann Kuhnle bei den U23-Europameisterschaften die Bronzemedaille, 2010 auch im Team-Bewerb. Ebenfalls 2010 gewann sie bei den Europameisterschaften die Silbermedaille und wurde bei den Kanuslalom-Weltmeisterschaften in Ljubljana erstmals Weltmeisterin. Im Folgejahr konnte sie die Weltmeisterschaften in Bratislava erneut für sich entscheiden. Im Gesamtweltcup wurde sie 2009 und 2010 Zweite, im Jahr 2011 Dritte, in der Weltrangliste belegte sie 2010 den dritten und 2011 den zweiten Platz. Bei den Olympischen Sommerspielen 2012 in London nahm sie im österreichischen Team an den Kanu-Wettbewerben teil und belegte im K-1-Finale Platz 8. 2016 nahm sie ebenfalls bei den Olympischen Spielen in der Disziplin Kanuslalom teil und erreichte den 5. Platz.
Anfang 2025 gab sie das Ende ihrer aktiven Laufbahn bekannt.

## Privates
Corinna Kuhnle lebt in Wien, stammt aber aus Höflein an der Donau.

## Internationale Erfolge
Kanuslalom-Europameisterschaften 2017
- Goldmedaille

Kanuslalom-Gesamtweltcup 2015
- Goldmedaille

Kanuslalom-Gesamtweltcup 2014
- Goldmedaille

Kanuslalom-Weltrangliste 2014
- Platz 1

Kanuslalom-Weltmeisterschaften 2011
- Goldmedaille

Kanuslalom-Weltmeisterschaften 2010
- Goldmedaille

Kanuslalom-Europameisterschaften 2010
- Silbermedaille

Kanuslalom-U23-Europameisterschaften 2010
- Bronzemedaille
- Bronzemedaille im Team

Kanuslalom-U23-Europameisterschaften 2008
- Bronzemedaille

Kanuslalom-Weltmeisterschaften 2005
- Bronzemedaille im Team

Kanuslalom-Europameisterschaften 2005
- Bronzemedaille im Team

Kanuslalom-Junioren-Europameisterschaften 2004
- Silbermedaille